# Jezioro Piżmacze
Piżmacze – jezioro w województwie lubuskim, w powiecie sulęcińskim, w gminie Sulęcin. Od południowego zachodu jezioro połączone jest krótkim kanałem z jeziorem Sandacznik. Powierzchnia jeziora to 2,2 ha. Jezioro znajduje się na terenie wędrzyńskiego poligonu wojskowego i jest w dyspozycji MON.